# Portinari-Triptychon

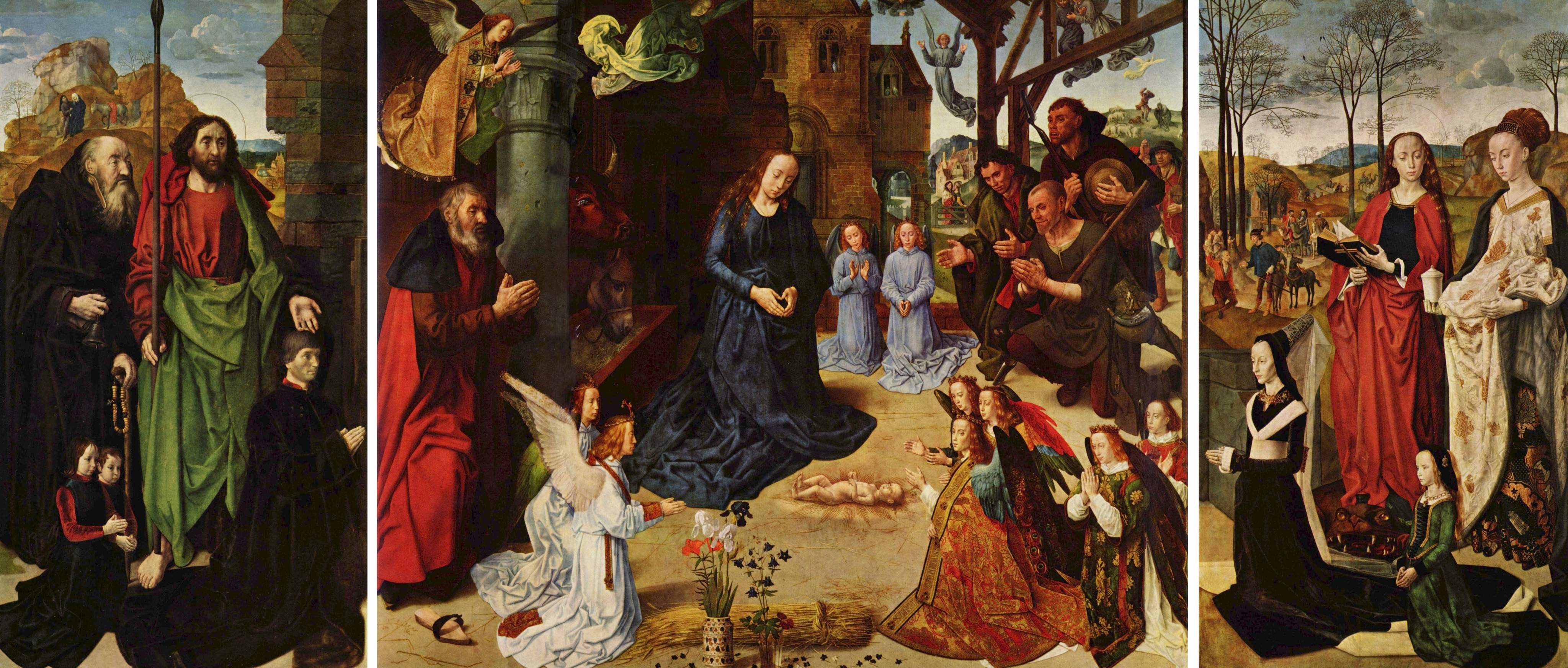
Portinari-Triptychon (geöffnet) von Hugo van der Goes, 1473–1477

Das Portinari-Triptychon ist eines der Hauptwerke von Hugo van der Goes. Die Mitteltafel hat eine Größe von 253 × 304 Zentimetern, jeder der Flügel hat die Maße von 253 × 141 Zentimetern. Das um 1473 bis 1477 entstandene Triptychon befindet sich in den Uffizien zu Florenz. Stifter war Tommaso Portinari, der in Brügge lebende Vertreter des Bankhauses der Medici. Das Bild wurde ebenda gemalt und in S. Egidio zu Florenz, in der Kapelle der Portinaris, aufgestellt.

## Bildmotiv

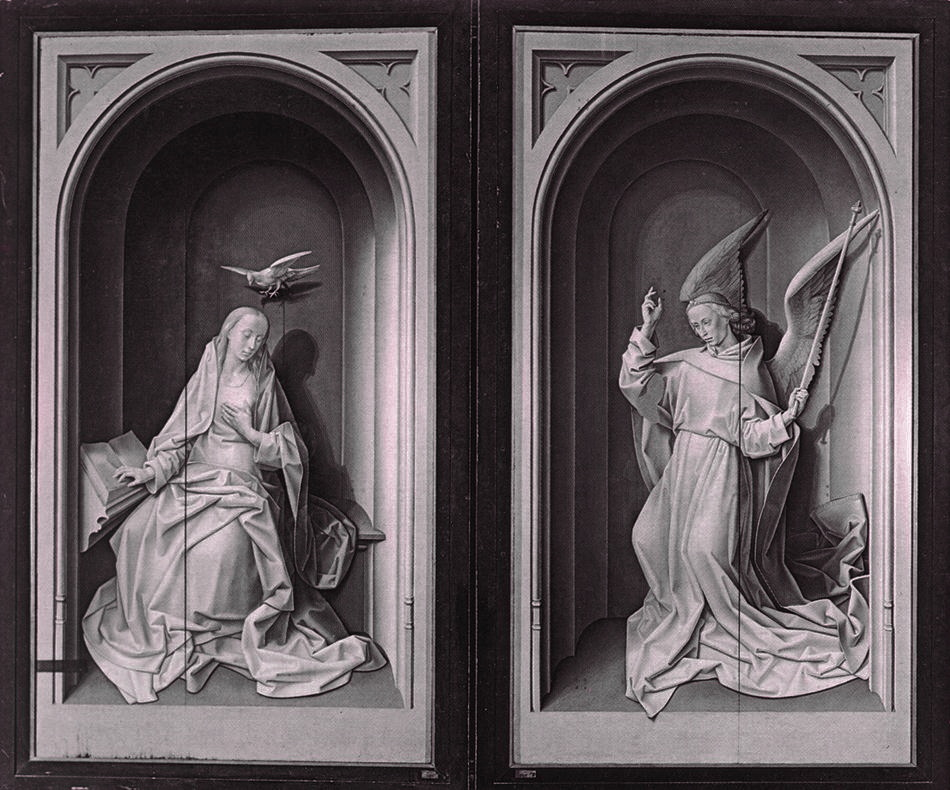
Portinari-Triptychon (geschlossen): Darstellung der Verkündigung Mariä

Auf der Mitteltafel ist die Anbetung Jesu durch Maria, Josef und eine Gruppe von drei Hirten dargestellt. Der ausgezogene Schuh des Josef ist eine Anspielung auf 2. Mose 3,5 . Jesus liegt in einem Strahlenkranz nackt auf dem Boden. Im Vordergrund liegt ein Büschel Getreide: eine symbolische Anspielung auf die Eucharistie (Brot des Lebens) und eine der Bedeutung der Geburtsstadt Betlehem (hebr. בית לחם, Bet Lechem = Haus des Brotes). Weiterhin sind über das ganze Bild eine Reihe von Engeln, bekleidet mit feinen Brokatstoffen, verteilt.
Auf dem linken Flügel kniet der Stifter Portinari mit zwei seiner Söhne. Weiterhin sind noch der Apostel Thomas, der Namenspatron des Stifters, mit seinem Attribut, der Lanze, und Antonius der Große zu sehen.
Auf dem rechten Flügel sieht man Portinaris Frau Maria Baroncelli mit Tochter Margarita. Als Namenspatroninnen stehen dahinter Maria Magdalena im hellen Kleid und schwarzen Mantel sowie Margareta von Antiochia im roten Mantel.
Auf den Rückseiten der Flügel befindet sich eine Verkündigungsszene in Grisaille.